# 正红镇
正红镇，是中华人民共和国江苏省盐城市滨海县下辖的一个乡镇级行政单位。

## 行政区划
正红镇下辖以下地区：
复兴社区、獐沟社区、新丰村、正红村、仁前村、大尖村、大港村、贺君村、大滩村、蔡河村、南尖村、红纲村、小尖村、虹桥村、吴王村、昧洋村、李元村、旧河村、上旧村、尹桥村、陈铸村、黄浦村、陈圩村、四渡村、朱集村、陈坍村、仁杰村、联盟村、射北村、栾滩村和篆河村。